# Muzio Attendolo Sforza
Muzio Attendolo Sforza (n. 28 de mayo de 1369 - f. 4 de enero de 1424), fue un condotiero italiano, fundador de la dinastía Sforza.

## Origen e inicios

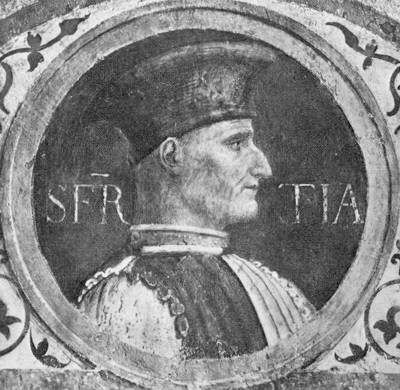
Muzio Attendolo Sforza.

Nacido en una familia rica de la nobleza rural, se le puso el nombre de Giacomo o Jacopo Attendolo en Cotignola (Romaña). Su apodo Muzzo o Muzio procede de una abreviatura de su sobrenombre original Giacomuzzo. Según la tradición, el joven Giacomo se encontraba arando el campo cuando un grupo de mercenarios liderados por Boldrino da Panicale pasaron cerca reclutando. Giacomo robó uno de los caballos de su padre y les siguió para hacer carrera como soldado.

## Carrera militar
Más tarde, en compañía de tres hermanos y dos primos, se unió a la compañía de Alberico da Barbiano, quien le apodó «Sforza» por su terquedad y por su habilidad de dar un súbito giro a la suerte de las batallas. En 1398 estuvo al servicio de Perugia contra las tropas milanesas de Gian Galeazzo Visconti, hacia quien Muzio volvió su lealtad, siguiendo el comportamiento típico de los cabecillas mercenarios de la época. Más tarde luchó por Florencia contra Visconti en la batalla de Casalecchio, donde fue derrotado por su antiguo amo Alberico da Barbiano. En 1406 capturó Pisa y fue posteriormente contratado por el Marqués de Ferrara Nicolás III d'Este, que estaba siendo amenazado por Ottobono Terzi de Parma.

## Nápoles

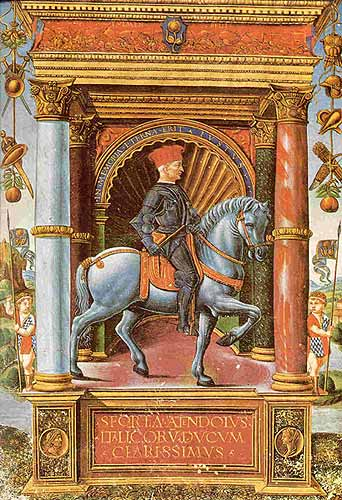
Muzio Attendolo en una miniatura del.

El rey Ladislao I de Nápoles le nombró Gran Condestable de su reino. Las cualidades militares de Sforza eran muy necesarias contra Florencia y el Papa. Sforza permaneció durante el resto de su vida en el reino de Nápoles, y tras la muerte del monarca Ladislao I entró al servicio de la reina Juana II de Nápoles. Se atrajo, no obstante, la envidia del favorito de Juana, Pandolfello Alopo, quien le arrestó y encarceló; sin embargo, cuando intervinieron las tropas de Sforza, Alopo le liberó y Juana le entregó los señoríos de Benevento y Manfredonia. Sforza se casó además con la hermana de Pandolfello, Catalina Alopo. Unos meses más tarde Sforza fue de nuevo arrestado tras una disputa con Jaime de Borbón, esposo de la Reina. Fue liberado en 1416, tras la caída en desgracia de Jaime, y la reina Juana le devolvió el título de condestable.
En 1417 Sforza fue enviado junto con su hermano Francesco por la reina Juana a ayudar al Papa contra Braccio da Montone. Al regresar a Nápoles encontró la oposición de Giovanni (Sergianni) Caracciolo, el nuevo amante de Juana. Durante los confusos acontecimientos que condujeron a la llegada de Luis III de Anjou a Nápoles y su lucha contra Alfonso V de Aragón, Sforza ayudó a Juana y a Sergianni a huir a Aversa.
En 1423 la ciudad de Aquila se rebeló, y Sforza fue enviado a reconquistarla. En un intento de salvar a uno de sus pajes cuando vadeaban el río Pescara, Sforza se ahogó, siendo su cuerpo arrastrado por las aguas.

## Familia
La primera esposa de Muzio Sforza fue Antonia Salimbeni (f. 1411). Con Antonia tuvo un hijo llamado Bosio (1411-1476), que fue conde de Santa Flora. Muzio tuvo otros dos hijos con Catalina Alopo, siete con su amante Lucía Torsano (incluyendo entre estos a Francesco, Alessandro y Tamira di Cagli).